# Zdraveț, Plovdiv
Zdraveț (în bulgară Здравец) este un sat în comuna Lăki, regiunea Plovdiv,  Bulgaria. 

## Demografie
Componența etnică a satului Zdraveț
     Bulgari (100%)
     Nicio identificare (0%)
     Altele (0%)
La recensământul din 2011, populația satului Zdraveț era de 47 locuitori. Din punct de vedere etnic, toți locuitorii erau bulgari.